# Tamal

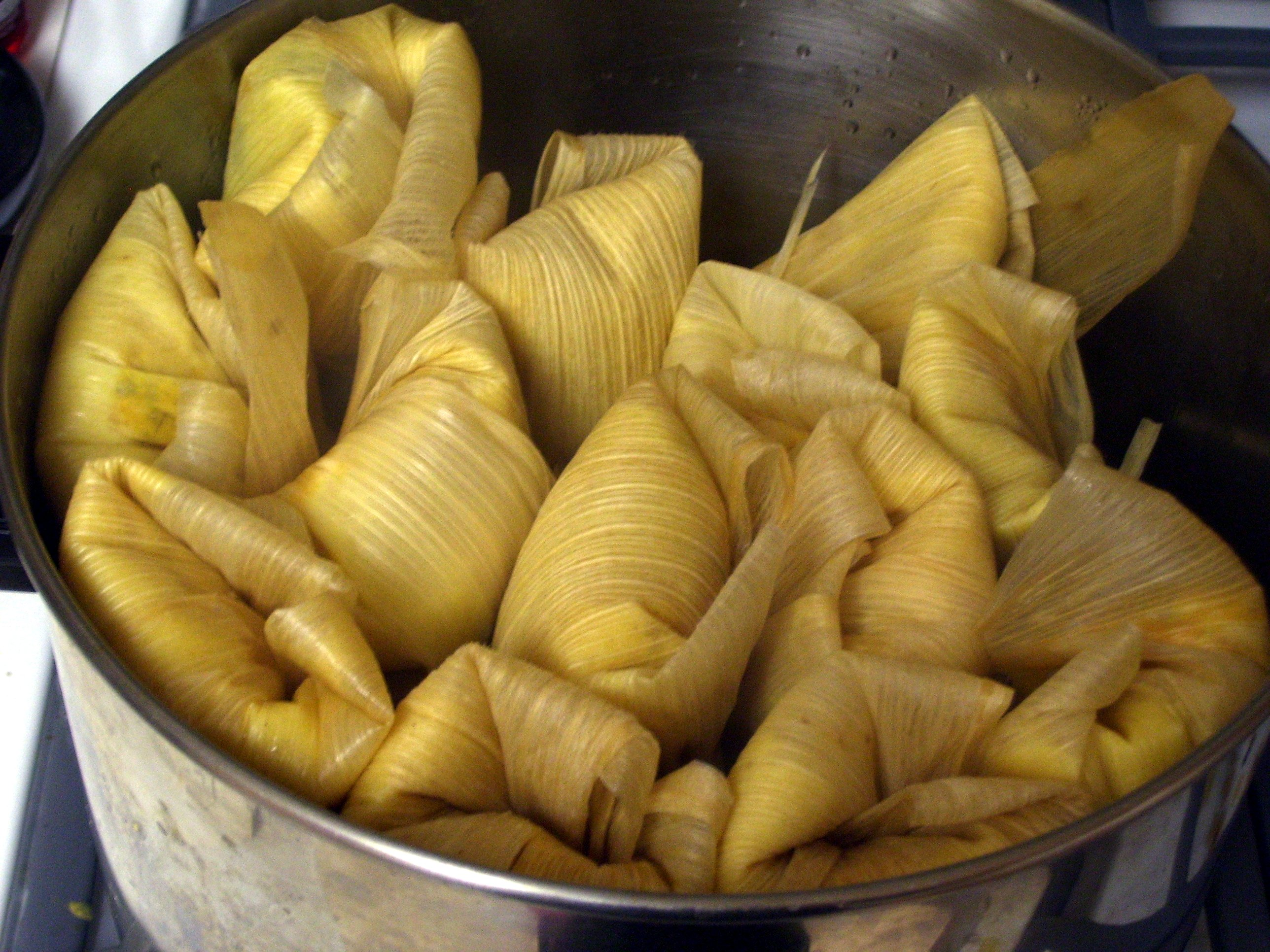
Tamales z różnym nadzieniem

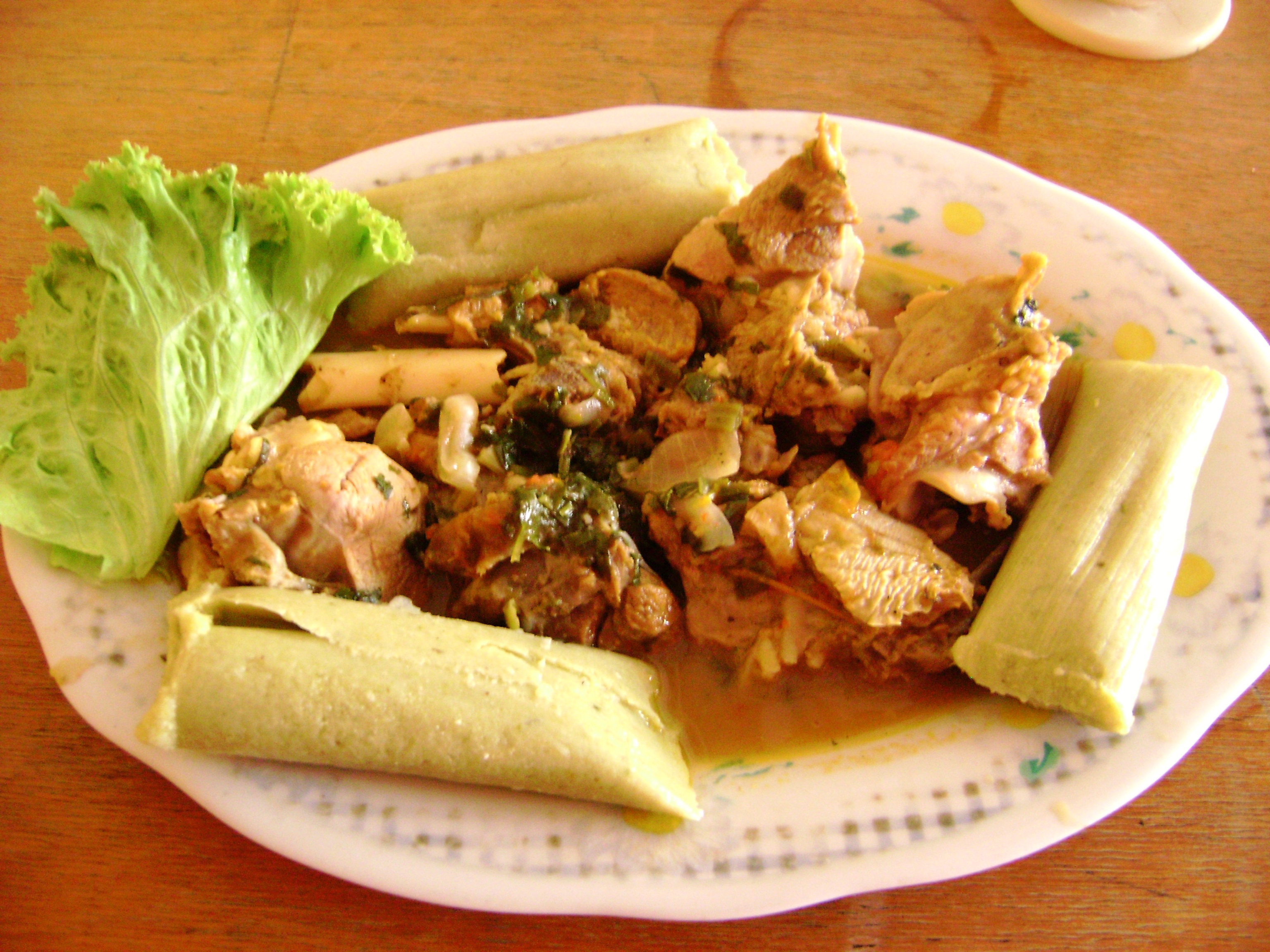
Tamales jako dodatek do mięsa

Tamal, l. mn. tamales, z języka nahuatl tamalli (dosłownie „zawinięty”) – danie meksykańskie pochodzenia przedkolumbijskiego (jadano je już około 5-8 tysięcy lat temu), składające się z nadziewanego ciasta z mąki kukurydzianej, gotowane na parze po uprzednim owinięciu liściem z kolby kukurydzy (czasami również innymi liśćmi). Istnieje wiele różnych wersji smakowych, na ostro, na słodko, z farszem mięsnym (wieprzowina, wołowina, kurczak) lub serowym. Potrawa ta jest popularna również w Peru i innych krajach Ameryki Łacińskiej. Podawana jest z salsą, często dostępna na ulicznych stoiskach, a najpopularniejsza w okresie bożonarodzeniowym.